# Henry Toole Clark

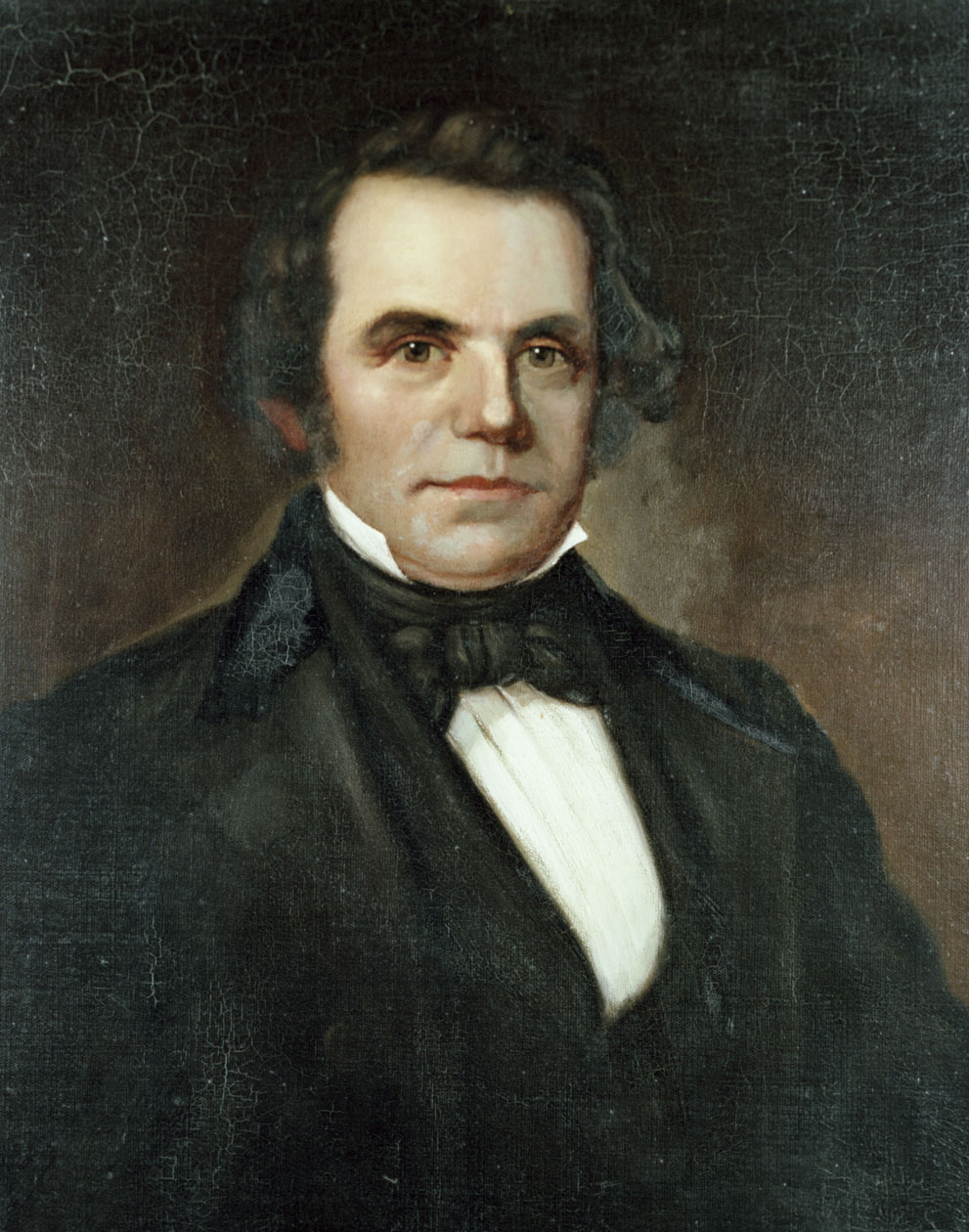
Henry Toole Clark

Henry Toole Clark (* 7. Februar 1808 im Taraboro, North Carolina; † 14. April 1874, ebenda) war ein amerikanischer Politiker und 36. Gouverneur von North Carolina.

## Frühe Jahre und politischer Aufstieg
Henry Clark war der Sohn des Kongressabgeordneten James West Clark. In seiner Jugend besuchte er die George Phillips School, die Louisburg Academy und schließlich die University of North Carolina, die er 1832 abschloss. Anschließend studierte er Jura, ohne jedoch jemals einen juristischen Beruf auszuüben. Im Jahr 1840 wurde er Gerichtsdiener (Court Clerk). Zwischen 1850 und 1861 war er im Senat von North Carolina, seit 1858 sogar dessen Präsident (Speaker). In dieser Eigenschaft fiel ihm nach dem Tod von Gouverneur John W. Ellis am 7. Juli 1861 dessen Amt zu.

## Gouverneur von North Carolina
Seine Amtszeit stand von Anfang an im Zeichen des Amerikanischen Bürgerkrieges. Clark musste Soldaten für die Konföderierten rekrutieren und Proviant und Nachschub organisieren. Damals entstanden eine Munitionsfabrik und ein konföderiertes Gefängnis in North Carolina. Er konnte sich mit den neuen Umständen nur schlecht abfinden und war froh, als er das Ende seiner Amtszeit erreicht hatte.

## Weitere Karriere
Nach Ablauf seiner Amtszeit im September 1862 zog er sich zunächst aus der Politik zurück. Nach dem Krieg kehrte er noch einmal für eine Amtszeit von 1866 bis 1867 in den Senat von North Carolina zurück. Er starb im April 1874. Henry Clark war mit Mary Parker Hargrove verheiratet. Das Paar hatte fünf Kinder. 